# Vilanova de Sau (kommunhuvudort)
Vilanova de Sau är en kommunhuvudort i Spanien.   Den ligger i provinsen Província de Barcelona och regionen Katalonien, i den östra delen av landet, 500 km öster om huvudstaden Madrid. Vilanova de Sau ligger 557 meter över havet och antalet invånare är 342.
Terrängen runt Vilanova de Sau är kuperad. Runt Vilanova de Sau är det ganska glesbefolkat, med 38 invånare per kvadratkilometer. Närmaste större samhälle är Vic, 10,9 km väster om Vilanova de Sau. I omgivningarna runt Vilanova de Sau växer i huvudsak blandskog.